# Laure Coutan
Laure Coutan (1855-1914) fue una escultora francesa de finales del siglo XIX.

## Biografía
Laure Coutan-Montorgueil nació como Laure Martin en Dun-sur-Auron en el departamento del Cher en 1855. Se formó artísticamente en París con Alfred Boucher y se caracterizó por sus maneras clásicas materializadas en numerosos bustos y estatuas alegóricas. 
Fue reconocida en su tiempo y recibió numerosos encargos públicos y privados y participó en la Exposición Mundial Colombina de Chicago de 1893 con Camille Claudel y Marie Cazin. 
Son frutos de su trabajo los bustos del astrónomo Le Verrier, del príncipe Napoleón, del general Boulanger o de la condesa de Choiseul. Cabe destacar también el busto en bronce, particularmente expresivo, de André Gill que adorna su tumba en el cementerio del Père-Lachaise.
También realizó estatuas alegóricas como La Fortune, conservada en el castillo de Choisy-le-Roi (94), réplica de mármol de 190 cm, que representa a la diosa del mar sentada en una rueda, símbolo de la rueda de la fortuna y el cruce de las olas; también Sirius, mármol encargado por el Estado francés en 1895 para el Palais de l'Industrie en la Avenida de los Campos Elíseos que representa a una mujer desnuda, símbolo del universo y de la naturaleza. Además, el museo de Douai tiene una estatua de yeso llamada La Fuente de 1891 y que representa una mujer desnuda sentada sobre una roca.
Laure Coutan también creó estatuillas de bronce como la chica con el pájaro.
Aunque poco conocida, Laura Coutan marcó, junto con otras artistas como Camille Claudel y su alumna Jeanne Royannez, la presencia de la mujer en la escultura de finales del siglo XIX.

## Obras

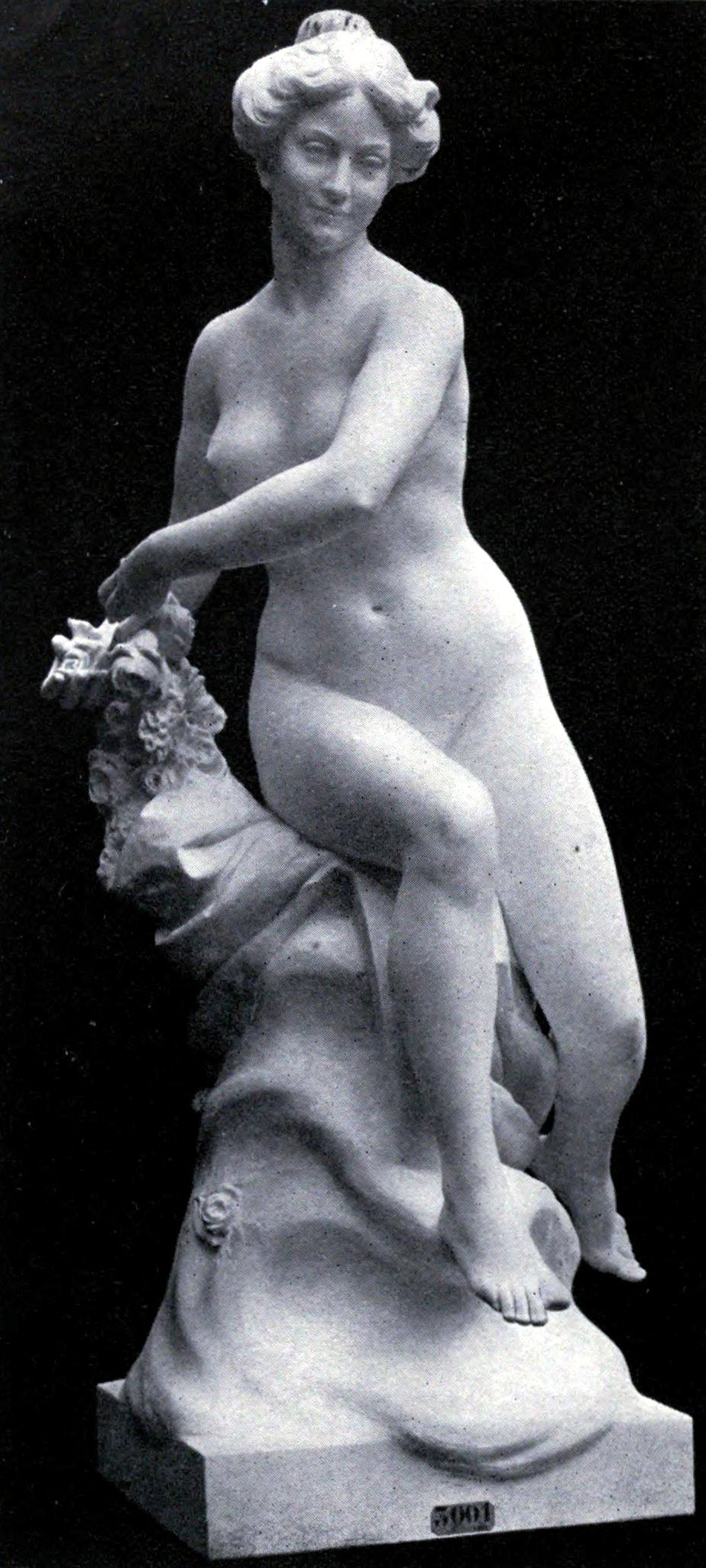
La Fortuna
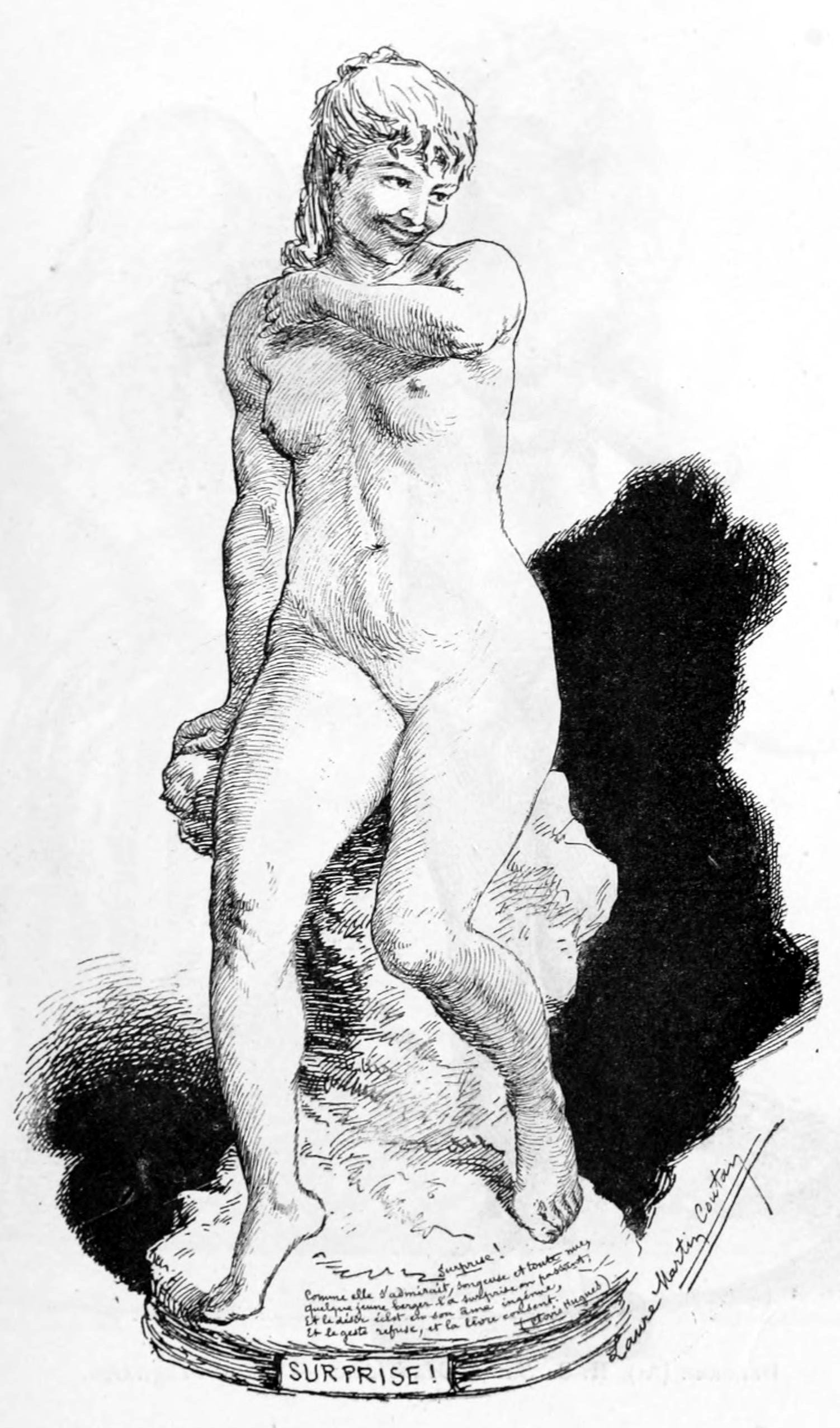
Sorprendida

Bustos
- André Gill (Père-Lachaise)

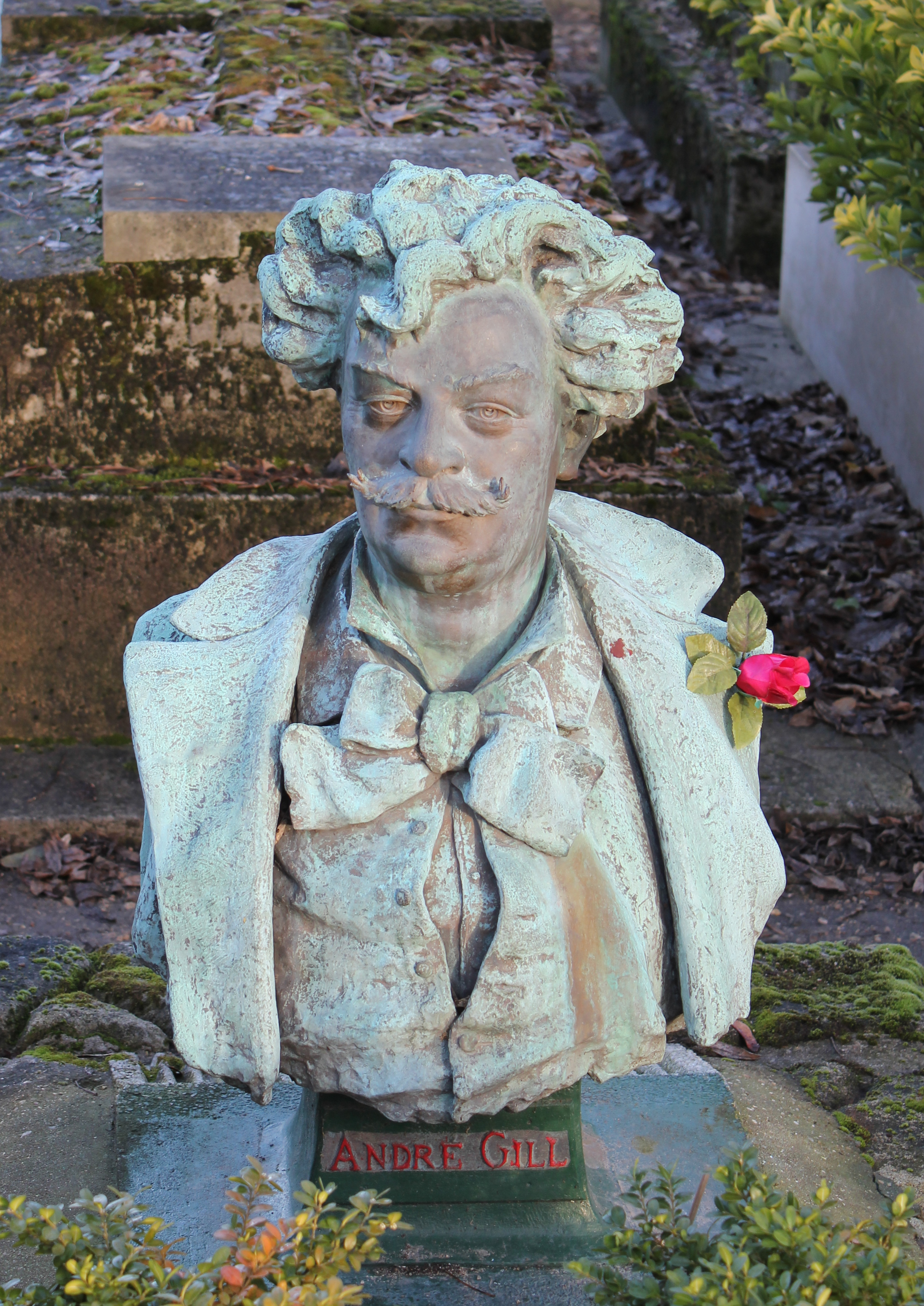
Busto en bronce de André Gill en el cementerio del Père-Lachaise.

- Camille Constantin Balon (Père-Lachaise) - (imagen en flickr)
- el astrónomo Leverrier
- el Príncipe Napoléon
- el General Boulanger
- la condesa de Choiseul

Alegorías
- la Fortune (Choisy-le-Roi)[1]
- la Source (museo de Douai)[2]

- Sirius (palais de l'Industrie)[3]
- le Printemps- La Primavera

Estatuilla
- La niña del pájaro

- La Fortuna
- Sorprendida